# Owen Garriott
Owen Kay Garriott  (22. listopadu 1930 Enid, Oklahoma, USA – 15. dubna 2019, Huntsville, Alabama) byl americký vědec, astronaut ze stanice Skylab, který se také zúčastnil mise STS-9.

## Život

### Mládí a výcvik
V roce 1953 zakončil studium na elektrotechnické fakultě University of Oklahoma. Pak stejný obor studoval i na Stanfordově univerzitě. Doktorát z elektrotechniky obhájil roku 1960. Ve funkci vědeckého pracovníka byl vybrán roku 1965 do čtvrté skupiny amerických kosmonautů. Byl ženatý a měl čtyři děti.

### Let do vesmíru

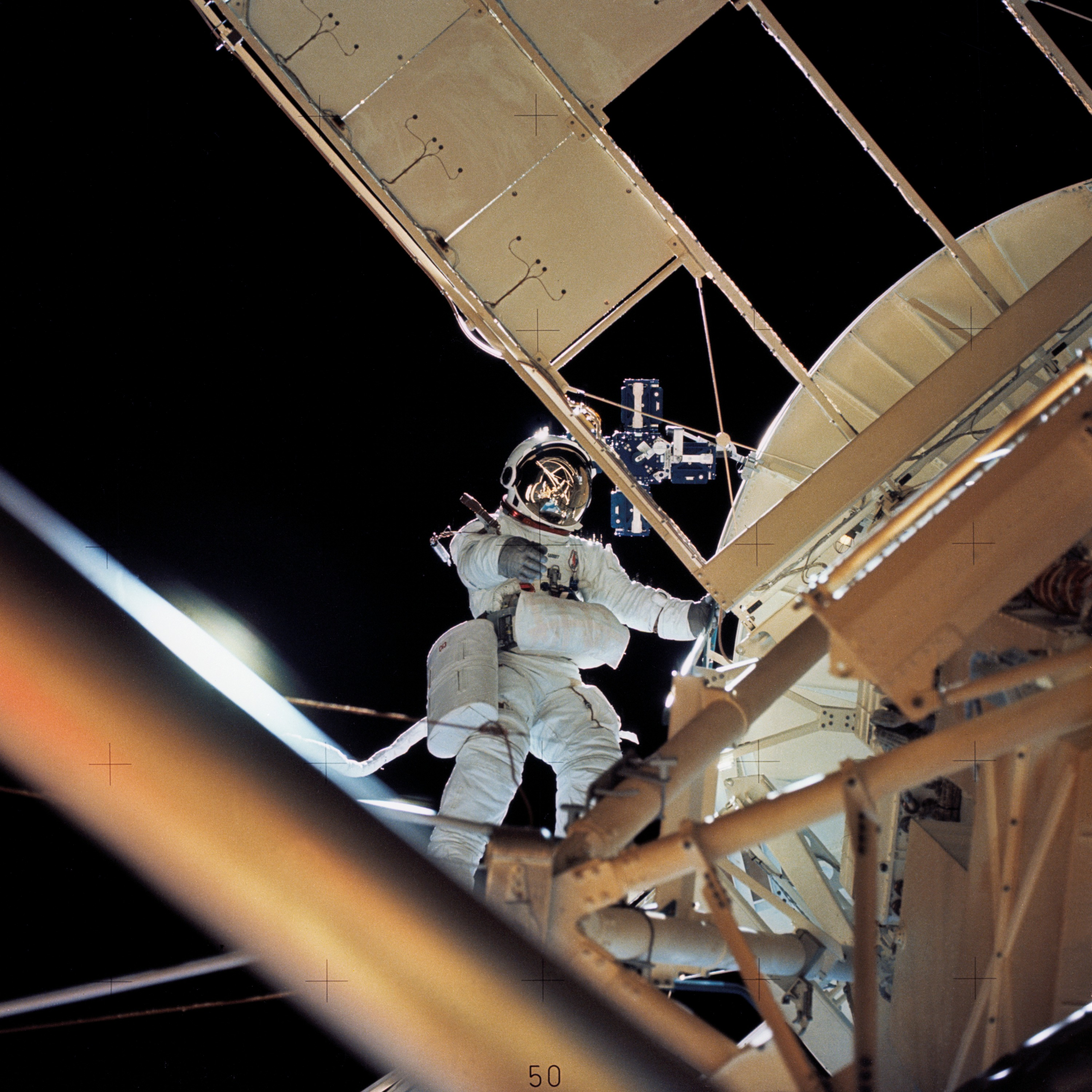
Owen Garriott při výstupu do kosmu při misi Skylab 3

Na palubě kosmické lodi Skylab 3 odstartoval ke svému dvouměsíčnímu pobytu v orbitální stanici Skylab 1 společně s kosmonauty Beanem a Lousmou. Owen se zabýval především vědeckými, biologickými výzkumy a pozorováním Slunce. Společně se svými druhy zvládl výstupy mimo stanici (EVA) a pak i přistání s kabinou na padácích na hladině Tichého oceánu..
O deset let později se dostal do vesmíru podruhé s expedicí STS-9 (dle COSPARu 1973-050.A). Společně s ním v raketoplánu Columbia bylo pět dalších kosmonautů, Američané John Young, Brewster Shaw, Robert Parker, Byron Lichtenberg a Němec Ulf Merbold. Start byl z Kennedyho vesmírného střediska na Floridě. Během letu zvládli 70 vědeckých experimentů a s menšími problémy i přistání na základně Edwards.
Během dvou svých letů strávil ve vesmíru 69 dní.
- Skylab 3 (28. července 1973 – 25. září 1973)
- STS-9 (30. listopadu 1983 – 8. prosince 1983)

## Syn v kosmu
V říjnu 2008 se vydal jeho syn Richard, americký podnikatel, do vesmíru jako vesmírný turista na palubě lodi Sojuz TMA-13.